# Johnny Torrio

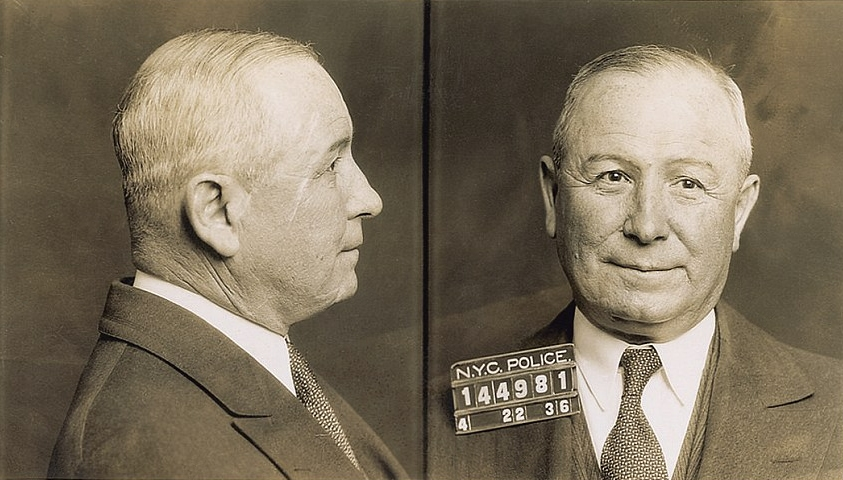
Johnny Torrio (1936)

John Donato Torrio (* 1882 in Irsina, Matera; † 16. März 1957 in Brooklyn, New York City) war ein italo-amerikanischer Mobster. Er war während der 1920er-Jahre für den Aufbau des Chicago Outfit verantwortlich, eines Clans der amerikanischen Cosa Nostra in Chicago, sowie Mentor von Al Capone, der später als Führer des Clans berüchtigt und legendär wurde.
Torrio gilt als einer der Urheber der Idee zur Bildung des National Crime Syndicate in den 1930er-Jahren, die von Lucky Luciano betrieben wurde.

## Leben

### Torrios junge Jahre
Sein Vater starb, als er zwei Jahre alt war, seine Mutter wanderte mit ihm nach New York City aus. Dort wuchs er in den Slums von Lower East Side in Manhattan auf. Sein erster Job war Träger und Laufbursche im neuen Lebensmittelladen seines Stiefvaters, der als Anlaufstelle für Konsumenten von schwarz gebrannten Spirituosen und Bier fungierte. Später wurde er Rausschmeißer in einer Bar.
Als Teenager wurde Torrio Anführer der Jugendbande James Street Gang. Er sparte genug Geld zusammen, um eine Billard-Bar für die Gruppe zu eröffnen, aus welcher heraus sich illegale Aktivitäten wie Glücksspiel und Kreditwucher entwickelten. Sein gewitzter Geschäftssinn erregte die Aufmerksamkeit von Paolo Vaccarelli alias Paul Kelly, dem Anführer der Five Points Gang.
1905 wurde die James Street Gang in die Five Points Juniors umgewandelt, eine Art Übungsplatz für zukünftige Five Pointers, und Torrio wurde möglicherweise Kellys zweiter Mann. Torrio bewunderte Kelly, welcher ihn in das Organisierte Verbrechen einführte. Er überzeugte den jungen Mann, sich konservativ zu kleiden, mit dem Fluchen aufzuhören und einen legitimen Unternehmer vorzugeben. Torrio profitierte von diesen Unterweisungen und wegen seiner Gerissenheit und diplomatischen Art erhielt er den Spitznamen „The Fox“ (engl.: Der Fuchs).
Schon bald führte Torrio eine eigene Untergruppe in den Brooklyn Docks, die hinter ihrer legalen Fassade der Lotterie, Buchmacherei, Kreditwucher, Entführungen, Prostitution und dem Opium-Handel nachging. Torrio bezahlte häufig jüngere Nachbarsjungen, um Botengänge für ihn zu erledigen. Einer dieser Jungen war Al Capone, welchem er bald großes Vertrauen schenkte. Capone war Mitglied der Juniors, stieg bald zur Five Points Gang selbst auf und Torrio stellte ihn als Barkeeper im Harvard Inn ein, einer Bar auf Coney Island, die seinem Geschäftsfreund Frankie Yale gehörte.

### Torrio nach Chicago
Vermutlich 1909 wurde Torrio von seiner Tante, Victoria Moresco, die in Chicago eine sehr erfolgreiche Bordellwirtin war, vorgeladen. Das Leben ihres Ehemannes, Jim „Big Jim“ Colosimo, Gangsterboss und Zuhälter, wurde von „Blackhandern“ bedroht. Andere Theorien vermuten, dass Torrio entweder der Cousin von Victoria Moresco war oder der Neffe von Colosimo selbst (schwacher Hinweis dafür wäre, dass Colosimos Schwester sowie Torrios Mutter beide den Vornamen Maria hatten, Historikerin Rose Keefe behauptet jedoch, dass dies bloßer Zufall sein könnte, da dieser Name bei italienischstämmigen Frauen häufig ist). Andere Quellen behaupten jedoch, dass Colosimo unabhängig von einer Erpressung 1909 Torrio nach Chicago holte und ihn zum Manager seines Saratoga-Bordells machte. Colosimo und Torrio hatten sich bereits bei einem seiner früheren Besuche in Chicago kennengelernt. Torrio ging auf die Erpressung ein und vereinbarte einen Termin, auf dem er die eintreffenden Geldeintreiber durch Revolvermänner ermordete. Laut Polizeiberichten jedoch fand dieser gescheiterte Erpressungsversuch erst im November 1911 statt.
Frankie Yale wurde Torrios stellvertretender Leiter und kümmerte sich um die New Yorker Geschäfte des Fuchses, als jener nach Chicago abreiste. Torrio wurde Verwalter von Big Jims Hauptquartier „Colosimo's Cafe“ in der 2126 South Wabash Avenue. 1919 eröffnete er das „Four Deuces“, einen neuen Saloon mit Glücksspiel und Bordell an der 2222 South Wabash Avenue, und verlagerte seine Operationen nach dort. Er heiratete das jüdische Mädchen Anna Jacob, das er innig liebte, nie betrog, aber auch niemals etwas über seine Geschäfte wissen ließ.

### Torrios Machtübernahme
1918 kontaktierte Frankie Yale Torrio und bat ihn, Capone nach Chicago zu nehmen; „Scarface“ war auf der Flucht, sowohl vor einer potentiellen Mordanklage als auch vor der Rache von Bill Lovett. Er wich deshalb nach Chicago aus. Er schloss sich der Bande als Türsteher in einem Bordell Johnnys an und stieg bald auf, um Manager des „Four Deuces“ zu werden. Zwei Jahre später wurde die Alkoholprohibition in Kraft gesetzt, welche Herstellung, Handel und Verkauf alkoholischer Getränke verbot. Torrio erkannte sofort den immensen Profit, den der Schmuggel erbringen würde, und drängte Colosimo, ins Geschäft mit einzusteigen. Big Jim zeigte jedoch kein Interesse. Er war mit der Zuhälterei zufrieden und spürte, dass eine Ausdehnung in weitere Gebiete nur die Polizei und rivalisierende Gangs auf den Plan rufen würde. Dazu kam, dass er sich in die Sängerin Dale Winter verliebt hatte, deretwegen er sich dann von Victoria scheiden ließ.
Er heiratete Dale Winter drei Wochen später. Sie überzeugte ihn, ein ruhigeres Leben zu führen, sich konservativer zu kleiden und aus den Nachrichten herauszubleiben. All dieses, glaubte Torrio, war ein ernstes Hindernis für das Gangstergeschäft. Mit Einverständnis von Colosimos Verbündeten, der Genna-Familie und den Brüdern um Joseph Aiello, wurde Frankie Yale nach Chicago beordert, um Big Jim zu töten. Der Mord fand am 11. Mai 1920 im Hauptfoyer von „Colosimos Cafe“ statt. Niemand wurde jemals angeklagt. Durch den Mord übernahm Torrio das gewaltige, kriminelle Reich seines Onkels und begann den Schmuggel mit Alkohol.
Im Verlauf der 1920er-Jahre betrieb Torrio, mit Capone als seinem Leutnant, die Expansion seines Outfits, welches ihm Millionen US-Dollar durch Glücksspiel, Prostitution und nun vor allem dem Alkoholschmuggel einbrachte. Sowohl das Loop, Chicagos Innenstadt, als auch die South Side kamen nach und nach unter seine Kontrolle. Es war auch beabsichtigt, die profitable Gold Coast anzuschließen, was den Zorn der North Side Gang, angeführt durch Dean O’Banion, auf sich zog.

### Attentat auf Torrio
Anfang 1923 gelang Torrio eine Übereinkunft fast sämtlicher Banden Chicagos, die nun mit dem groß angelegten Alkohol-Kartell zusammenarbeiteten. Demnach lieferte die irische Nordseite den kanadischen Whiskey, die Gennas lieferten Gin, Cognac und selbstgebrannten Whiskey und Torrio lieferte das Starkbier. Allein der Profit aus diesem Biergeschäft soll rund 12 Mio. US-Dollar pro Jahr betragen haben.
Das Abkommen geriet jedoch durcheinander, als der Ire James Edward „Spike“ O’Donnell aus dem Gefängnis entlassen wurde, seine alte Bande um sich versammelte und mit selbstproduziertem Dünnbier in das Kartell einbrechen wollte. Stellvertreter Al Capone erledigte das Problem durch Ermordung der Bandenmitglieder von O’Donnell. Torrio war im Winter 1923 mit seiner Mutter, die unter Heimweh litt, nach Sizilien gereist und kehrte erst im Frühjahr 1924 nach Chicago zurück. Inzwischen verstießen auch die Genna-Brüder gegen die getroffenen Vereinbarungen, da sie auf das Gebiet der Nordseite von O’Banion vorgedrungen waren.
O’Banion bot Torrio nach seiner Rückkehr im Mai 1924 ein Whiskeygeschäft für 500.000 US-Dollar an. Demnach sollte Torrio eine der „Brauereien“ der Nordseite übernehmen. Zu diesem Zweck trafen sich Torrio und O’Banion mit je zwei Begleitern. Torrio bezahlte mit 1.000-US-Dollar-Noten. Als sich nun ein Konvoi von 13 Lastkraftwagen in Bewegung setzen wollte, fand eine überraschende Razzia der Polizei statt und alle Anwesenden wurden verhaftet. Erst nach der Verhaftung erfuhr Torrio von einem befreundeten Polizisten, dass O’Banion von der Razzia vorher gewusst und somit Torrio hereingelegt hatte.
Der finanzielle Verlust war dabei für Torrio weniger das Problem als die Verhaftung im Zusammenhang mit dem Verstoß gegen die Prohibition. Es handelte sich (anders als bei O’Banion) bereits um die zweite Verhaftung und Torrio drohte nunmehr eine Gefängnisstrafe. Torrio bezahlte die Kaution und beschloss auf Grund des Verrats den Tod von O’Banion. Am 10. November 1924 wurde Dean O’Banion in Schofields Blumenladen, den er als Hobby und lukrative Nebeneinnahme betrieb, durch Frankie Yale, John Scalise und Albert Anselmi erschossen. Dieser Mord beendete den Konflikt jedoch nicht und der Bandenkrieg zwischen Nord- und Südseite dauerte einige Jahre an.
O’Banions Freunde und Bandenmitglieder Hymie Weiss, Vincent Drucci und George Moran von der North Side Gang versuchten den Mord zu vergelten und hätten am 24. Januar 1925 beinahe Erfolg gehabt. Torrio und Anna kamen gerade von einer Einkaufstour zu ihrem Apartment in der 7106 South Clyde Avenue zurück, als ein Kugelhagel von Weiss und Moran ihr Auto durchlöcherte. Torrios Fahrer wurde am Bein, Torrio selbst in Unterleib, Kiefer und Lunge getroffen. Moran gingen die Kugeln aus, als er ihm den endgültig tödlichen Schuss zufügen wollte. Daraufhin gab Drucci den beiden das Zeichen zur Flucht.

### Übergabe an Capone
Nach einer Notbehandlung erholte sich Torrio langsam von seinen Verletzungen und Capone ließ den „Fuchs“ rund um die Uhr bewachen. Torrio erwähnte niemals die Namen seiner Angreifer. Nach seiner Entlassung wurde er wegen Verstoßes gegen die Alkoholprohibition, auf Grund der damaligen Verhaftung beim O’Banion-Deal, zu einem Jahr Gefängnis verurteilt, zog sich anschließend von seiner Führungsposition zurück, übergab das Outfit seinem zweiten Mann, Capone, und emigrierte mit seiner Ehefrau und seiner Mutter nach Italien.
„Papa Johnny“ kehrte in den 1930er-Jahren in die USA zurück, um in Capones Gerichtsverhandlung auszusagen. Er beriet auch Unterweltbosse wie Lucky Luciano in New York City und empfahl den Aufbau eines überregionalen Verbrechersyndikats, anstatt die Kräfte in ständigen blutigen Auseinandersetzungen kleinerer Banden aufzureiben. Seine Idee war willkommen, da er als „Elder statesman“ und Consigliere in der Welt der Mobster angesehen wurde. Als Luciano das Konzept umsetzte, wurde das National Crime Syndicate geschaffen. In späteren Jahren kehrte Torrio nach New York City zurück, um in der Stadt zu leben, in der er aufgewachsen war. Am 16. März 1957 erlitt er bei seinem Frisör einen Herzinfarkt, dem er mehrere Stunden später erlag.

## In Film und Fernsehen
Johnny Torrio wurde in Fernseh- und Kinofilmen etliche Male dargestellt:
- von Nehemiah Persoff in Al Capone (1959).
- von Charles McGraw in der Serie "Die Unbestechlichen (1959).
- von Harry Guardino im Spielfilm Capone (1975).
- von Guy Barile in The Babe – Ein amerikanischer Traum (1992).
- von Frank Vincent in der Episode, Young Indiana Jones and the Mystery of the Blues (1992) der Fernsehserie Die Abenteuer des jungen Indiana Jones.
- von Byrne Piven in der Fernsehserie "Die Unbestechlichen (1993).
- von Kieron Jecchinis in der Fernsehserie In Suspicious Circumstances (1994).
- von Greg Antonacci in der Fernsehserie Boardwalk Empire (2010–2014).
- Er wird in der Dokumentation Prohibition (2011) erwähnt.
- von Al Sapienza im Spielfilm Gangster Land (2017).
- von Matt Dillon im Capone (2020).